# Karl Sapper

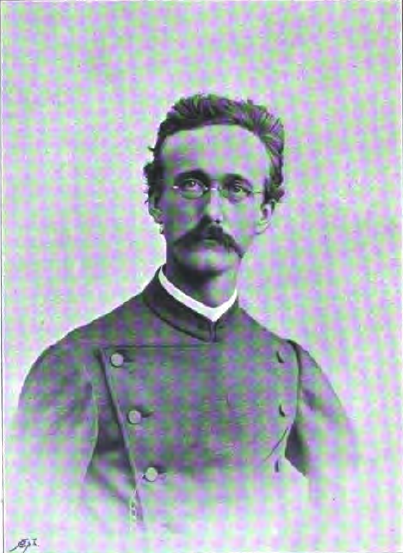
Karl Sapper

Karl Theodor Sapper, född 6 februari 1866 i Wittislingen i Bayern, död 29 mars 1945 i Garmisch-Partenkirchen, var en tysk geograf.
Sapper blev 1902 professor i geografi i Tübingen, 1910 i Strassburg och 1919 i Würzburg. Han studerade i Centralamerika och Västindien samt på Kanarieöarna, Grekiska öarna och Island de vulkaniska företeelserna samt gjorde geologiska, topografiska och etnografiska undersökningar. 
I det av Hans Kraemer utgivna geografiska arbetet "Weltall und Menschheit" (fem band, 1902-04) författade Sapper tillsammans med Adolf Marcuse den geologiska och fysiska avdelningen (något förkortad svensk översättning av Konrad Hagman under titeln "Jorden förr och nu",  1905).